# Glitch (musica)
La musica glitch è un sottogenere di musica elettronica costruito sugli "errori" (detti, appunto, "glitch") prodotti dalle apparecchiature digitali (stridii, distorsioni e altri).
Generalmente suonata grazie a software per PC e campionamenti vari, lo stile glitch si può definire in molti casi "non musicale" a causa della presenza delle sue sonorità atonali.

## Storia
Uno dei primi album di musica glitch è Wohnton degli Oval, pubblicato nel 1993. Attorno al 1997, nel periodo in cui Fennesz componeva il disco Hotel Paral.lel, il musicista austriaco trovò un modo per mandare in crash il suo sampler: forzandolo tramite alcuni comandi, questo emetteva dei suoni molto particolari. Tecnicamente il laptop non riusciva a trovare i dati salvati in memoria per cui emetteva alcune bizzarrie (i glitch).
Oltre ad essere stata ripresa da numerosi esponenti, quali Alva Noto, Ryoji Ikeda, Kim Cascone, e i Matmos, ed aver influito su generi quali la microhouse, la glitch music ha ispirato numerosi musicisti non propriamente appartenenti a questa categoria, quali Aphex Twin e gli Autechre.
Fra le etichette più note che pubblicano opere di musica glitch vi sono la Mille Plateaux, la Raster-Noton, e la 12k, mentre fra le antologie dedicate allo stile va segnalata la serie di antologie intitolate Clicks & Cuts su Mille Plateaux.